# Jacques Fabbri
Jacques Fabbri, född Jacques Claude Fabbricotti 4 juli 1925 i Paris, död 24 december 1997 i Tourgéville, Normandie, var en fransk skådespelare och regissör.

## Roller i urval
- 1949 – Möte i julinatt
- 1955 – Kärleksmanöver
- 1957 – Operation i gangstervärlden
- 1961 – Den vackra amerikanskan
- 1965 – Les pieds dans le plâtre (även manus och regi)
- 1970 – Kvinnan i bilen med glasögon och gevär
- 1978 – Blyg man gör så gott han kan
- 1981 – Diva - dödligt intermezzo
- 1995 – Croce e delizia